# Paul Togawa
Paul Susumu Togawa (* 3. September 1932 in Los Angeles; † 20. April 2018) war ein US-amerikanischer Jazzmusiker (Schlagzeug).

## Leben und Wirken
Togawa, dessen Familie aus Japan stammte, wuchs in East Los Angeles auf, wo er die Roosevelt High School besuchte (Abschluss 1950). Während des Zweiten Weltkriegs war seine Familie zwischen 1942 und 1945 im Poston Internment Camp interniert. Dort begann er sich für Schlagzeug zu interessieren; er wurde daraufhin zum ersten japanisch-amerikanischen Schlagzeuger, der in der Jazzszene der Westküste aktiv wurde. 1952 wurde er Mitglied in der Band von Lionel Hampton. Er tourte mit ihm, bis er in die US-Armee eingezogen wurde. Anschließend kehrte er in die Region Los Angeles zurück und spielte in den dortigen Jazzclubs, u. a. mit Gabe Baltazar, Quincy Jones, Miles Davis, Art Pepper, Anthony Ortega, Cal Tjader, Eddie Cano und Carl Perkins. 1957 legte er unter eigenem Namen  die LP Paul Togawa Quartet Featuring Gabe Baltazar (Mode Records) vor, mit Ben Tucker (Bass) und Dick Johnston (Piano). Mit Paul Horn folgte 1963 das Album Sessions Live, mit Joe Sample im selben Jahr als The Paul Togawa International Jazz Trio das Album Japanese and American Favorites für Musifon. Im Bereich des Jazz war er zwischen 1957 und 1963 an sechs Aufnahmesessions beteiligt.